# Deûle
Die Deûle [døl] (niederländisch Deule) ist ein Fluss in Nordfrankreich, in der Region Hauts-de-France. Sie durchquert die Départements Pas-de-Calais und Nord.

## Geografie
Ihre beiden Quellbäche Saint-Nazaire und Clarency vereinigen sich im Ort Souchez zum Fluss Souchez, der als Oberlauf der Deûle bezeichnet wird und nach wenigen Kilometern in Lens in den Canal de Lens übergeht. Dieser Kanal ist ein Stichkanal und mündet bei Courrières in den ab hier als kanalisierte Deûle (auch: Canal de la Deûle) bezeichneten Wasserlauf. Unter diesem Namen fließt sie dann durch Lille und zu ihrer Mündung in Deûlémont (niederländisch Deulemonde), an der belgisch-französischen Grenze. Dort mündet sie als rechter Nebenfluss in die Leie (französisch Lys), einen Nebenfluss der Schelde.

## Schifffahrt
Der Fluss ist fast auf seiner ganzen Länge für die Schifffahrt kanalisiert, lediglich sein Oberlauf fließt noch unter natürlichen Verhältnissen.
Der Canal de la Deûle umfasst folgende Abschnitte:
- Strecke zwischen Douai und Bauvin, Länge 26 km, 1 Schleuse
 Sie überwindet den Höhenrücken zwischen den Tälern der Scarpe und der Deûle und ist Teil des Großschifffahrtsweges Dünkirchen-Schelde, der Richtung Westen seine Fortsetzung im Canal d’Aire findet.
- Stichkanal Canal de Lens (deutsch: Lens-Kanal), Länge 8,5 km
 Dieser zweigt in Courrières ab und stellt einen Anschluss zur Stadt Lens her. Er sorgt auch für die Wasserzufuhr aus dem Oberlauf der Deûle.
- Strecke zwischen Bauvin und Marquette-lez-Lille Länge 23 km, 2 Schleusen
 Sie stellt eine Verbindung nach Lille und zum Canal de Roubaix her, der in Marquette-lez-Lille einmündet.
- Stichkanal Canal de Seclin (deutsch: Seclin-Kanal), Länge 4,5 km
 Dieser zweigt bei Wavrin ab und stellt einen Anschluss zur Stadt Seclin her.
- Basse-Deûle (deutsch: Untere Deûle), Länge 11 km, 1 Schleuse
 Sie reicht von Marquette-lez-Lille bis zu ihrer Mündung in die Leie bei Deûlémont.

Die kanalisierte Deûle ist seit 2004 durchgängig für Schiffe der Kategorie IV mit einer Ladekapazität von 1350 Tonnen (Europaschiff) befahrbar. Ausgenommen davon sind die Stichkanäle, die im Freycinet-Format verblieben sind, heute aber kaum mehr genutzt werden. Der Teilabschnitt des Großschifffahrtsweges Dünkirchen-Schelde ist mit Schiffen bis zu einer Ladekapazität von 3000 Tonnen befahrbar.

## Geschichte
Die Deûle ist schon seit dem Mittelalter kanalisiert. Bereits im 17. Jahrhundert kam eine Verbindung mit der Scarpe bei Douai zustande. Im 19. Jahrhundert wurde Lille das Zentrum eines Wasserstraßennetzes für Pénichen mit Kanälen und kanalisierten Flüssen nach Belgien, Calais, Douai und vor allem Dünkirchen. Erst Ende des 20. Jahrhunderts wurde begonnen, die Deûle so auszubauen, dass ein Verkehr mit Europaschiffen von Belgien über die Leie durchgängig bis nach Nordfrankreich möglich ist.